# Chenonceaux
Chenonceaux est une commune française du département d'Indre-et-Loire, en région Centre-Val de Loire.

## Géographie
|                    | Souvigny-de-Touraine |           |
| Civray-de-Touraine | Chenonceaux          | Chisseaux |
|                    | Le Cher Francueil    |           |

### Hydrographie

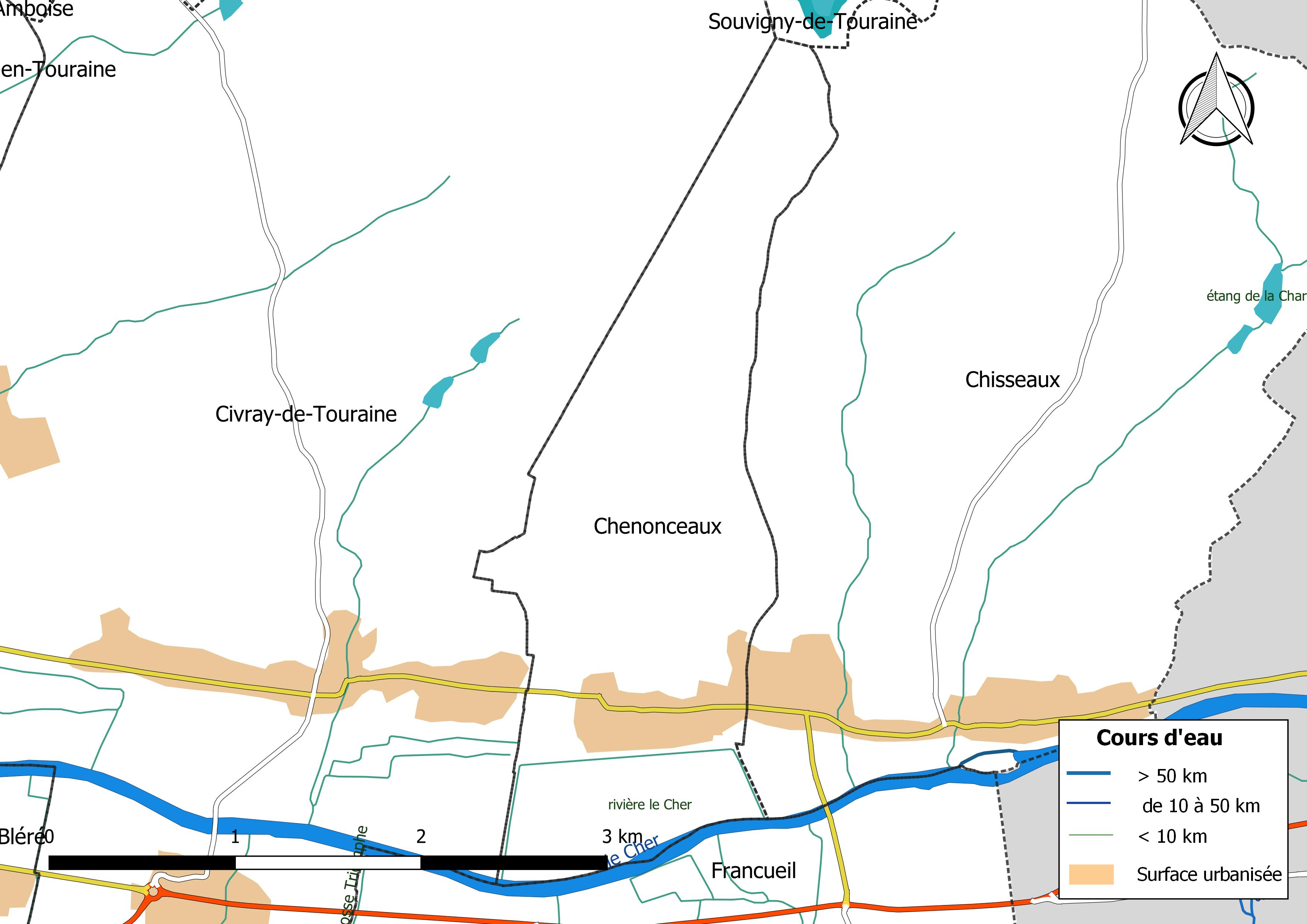
Réseau hydrographique de Chenonceaux.

La commune est bordée sur son flanc sud par le Cher qui en constitue la limite communale. Le réseau hydrographique communal, d'une longueur totale de 2,19 km, comprend en outre deux petits cours d'eau,.
Le Cher, d'une longueur totale de 365,5 km, prend sa source à 714 mètres d'altitude à Mérinchal, dans la Creuse et se jette dans la Loire à Villandry, à 40 m d'altitude, après avoir traversé 117 communes. Le Cher présente des fluctuations saisonnières de débit assez marquées. Sur le plan de la prévision des crues, la commune est située dans le tronçon du Cher tourangeau, dont la station hydrométrique de référence la plus proche est située à  Tours [Pont Saint Sauveur]. Le débit mensuel moyen (calculé sur 53 ans pour cette station) varie de 25,8 m3/s au mois d'août  à 192 m3/s au mois de février. Le débit instantané maximal observé sur cette station est de 1 000 m3/s le 24 mars 1988, la hauteur maximale relevée a été de 4,96 m le 5 juin 2016,.
Ce cours d'eau est classé dans les listes 1 et 2 au titre de l'article L. 214-17 du code de l'environnement sur le Bassin Loire-Bretagne. Au titre de la liste 1, aucune autorisation ou concession ne peut être accordée pour la construction de nouveaux ouvrages s'ils constituent un obstacle à la continuité écologique et le renouvellement de la concession ou de l'autorisation des ouvrages existants est subordonné à des prescriptions permettant de maintenir le très bon état écologique des eaux. Au titre de la liste 2, tout ouvrage doit être géré, entretenu et équipé selon des règles définies par l'autorité administrative, en concertation avec le propriétaire ou, à défaut, l'exploitant,.
Sur le plan piscicole, le Cher est classé en deuxième catégorie piscicole. Le groupe biologique dominant est constitué essentiellement de poissons blancs (cyprinidés) et de carnassiers (brochet, sandre et perche).

### Climat
Pour des articles plus généraux, voir Climat du Centre-Val de Loire et Climat d'Indre-et-Loire.
En 2010, le climat de la commune est de type climat océanique dégradé des plaines du Centre et du Nord, selon une étude du CNRS s'appuyant sur une série de données couvrant la période 1971-2000. En 2020, Météo-France publie une typologie des climats de la France métropolitaine dans laquelle la commune est exposée à un climat océanique altéré et est dans la région climatique Moyenne vallée de la Loire, caractérisée par une bonne insolation (1 850 h/an) et un été peu pluvieux.
Pour la période 1971-2000, la température annuelle moyenne est de 11,5 °C, avec une amplitude thermique annuelle de 15 °C. Le cumul annuel moyen de précipitations est de 682 mm, avec 10,6 jours de précipitations en janvier et 6,9 jours en juillet. Pour la période 1991-2020, la température moyenne annuelle observée sur la station météorologique de Météo-France la plus proche, sur la commune de Sublaines à 9 km à vol d'oiseau, est de 12,1 °C et le cumul annuel moyen de précipitations est de 647,3 mm,. Pour l'avenir, les paramètres climatiques de la commune estimés pour 2050 selon différents scénarios d'émission de gaz à effet de serre sont consultables sur un site dédié publié par Météo-France en novembre 2022.

## Urbanisme

### Typologie
Au 1er janvier 2024, Chenonceaux est catégorisée commune rurale à habitat dispersé, selon la nouvelle grille communale de densité à sept niveaux définie par l'Insee en 2022.
Elle est située hors unité urbaine. Par ailleurs la commune fait partie de l'aire d'attraction de Tours, dont elle est une commune de la couronne,. Cette aire, qui regroupe 162 communes, est catégorisée dans les aires de 200 000 à moins de 700 000 habitants,.

### Occupation des sols
L'occupation des sols de la commune, telle qu'elle ressort de la base de données européenne d’occupation biophysique des sols Corine Land Cover (CLC), est marquée par l'importance des forêts et milieux semi-naturels (58,1 % en 2018), en augmentation par rapport à 1990 (57,3 %). La répartition détaillée en 2018 est la suivante : 
forêts (58,1 %), terres arables (16,6 %), zones urbanisées (10,3 %), zones agricoles hétérogènes (10,1 %), eaux continentales (2,8 %), cultures permanentes (2,1 %). L'évolution de l’occupation des sols de la commune et de ses infrastructures peut être observée sur les différentes représentations cartographiques du territoire : la carte de Cassini (XVIIIe siècle), la carte d'état-major (1820-1866) et les cartes ou photos aériennes de l'IGN pour la période actuelle (1950 à aujourd'hui).

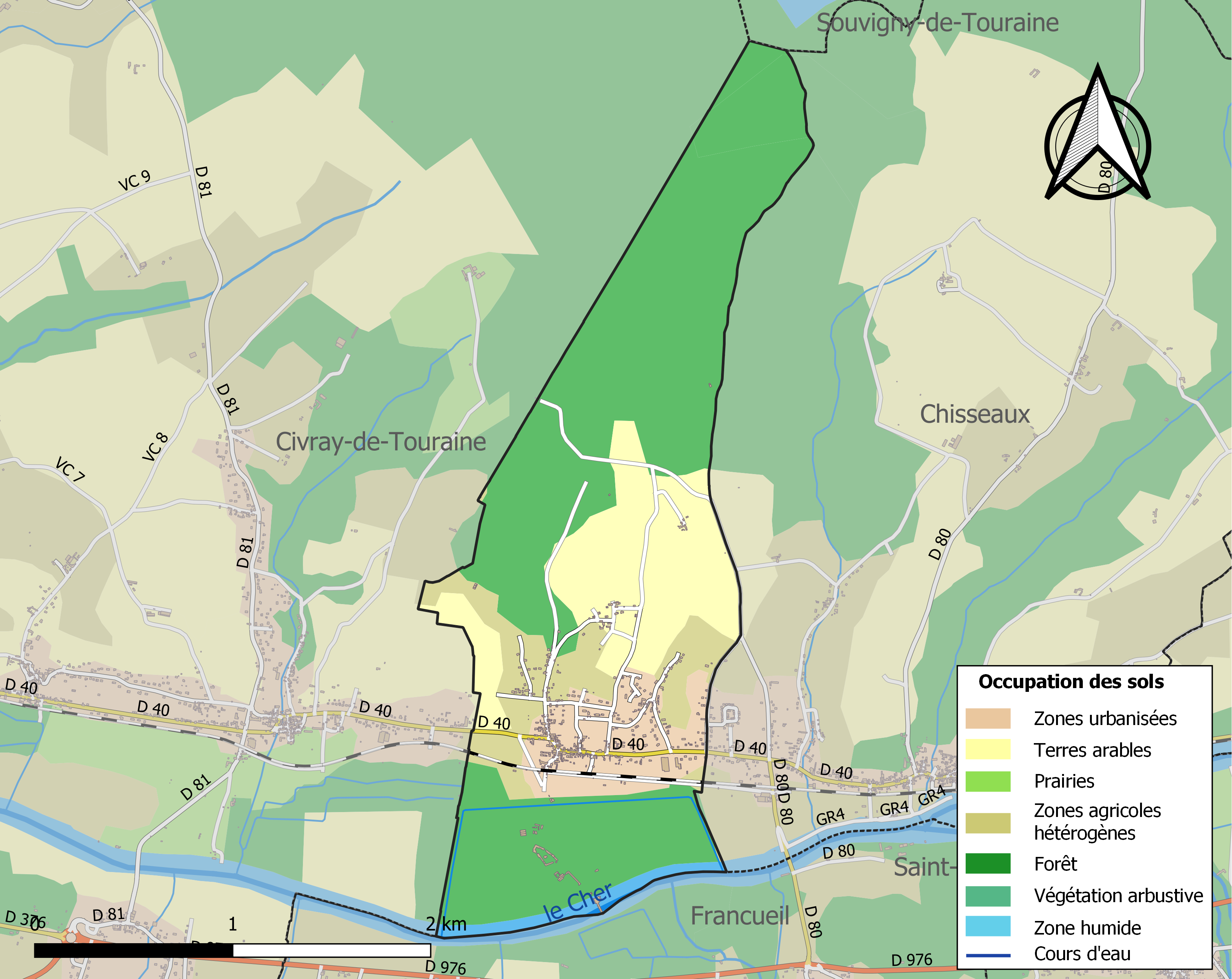
Carte des infrastructures et de l'occupation des sols de la commune en 2018 (CLC).

### Risques majeurs
Le territoire de la commune de Chenonceaux est vulnérable à différents aléas naturels : météorologiques (tempête, orage, neige, grand froid, canicule ou sécheresse), inondations, feux de forêts et séisme (sismicité faible). Un site publié par le BRGM permet d'évaluer simplement et rapidement les risques d'un bien localisé soit par son adresse soit par le numéro de sa parcelle.
Certaines parties du territoire communal sont susceptibles d’être affectées par le risque d’inondation par débordement de cours d'eau, notamment le Cher. La commune a été reconnue en état de catastrophe naturelle au titre des dommages causés par les inondations et coulées de boue survenues en 1982 et 1999,.
Pour anticiper une remontée des risques de feux de forêt et de végétation vers le nord de la France en lien avec le dérèglement climatique, les services de l’État en région Centre-Val de Loire (DREAL, DRAAF, DDT) avec les SDIS ont réalisé en 2021 un atlas régional du risque de feux de forêt, permettant d’améliorer la connaissance sur les massifs les plus exposés. La commune, étant pour partie dans le massif d'Amboise, est classée au niveau de risque 3, sur une échelle qui en comporte quatre (1 étant le niveau maximal).

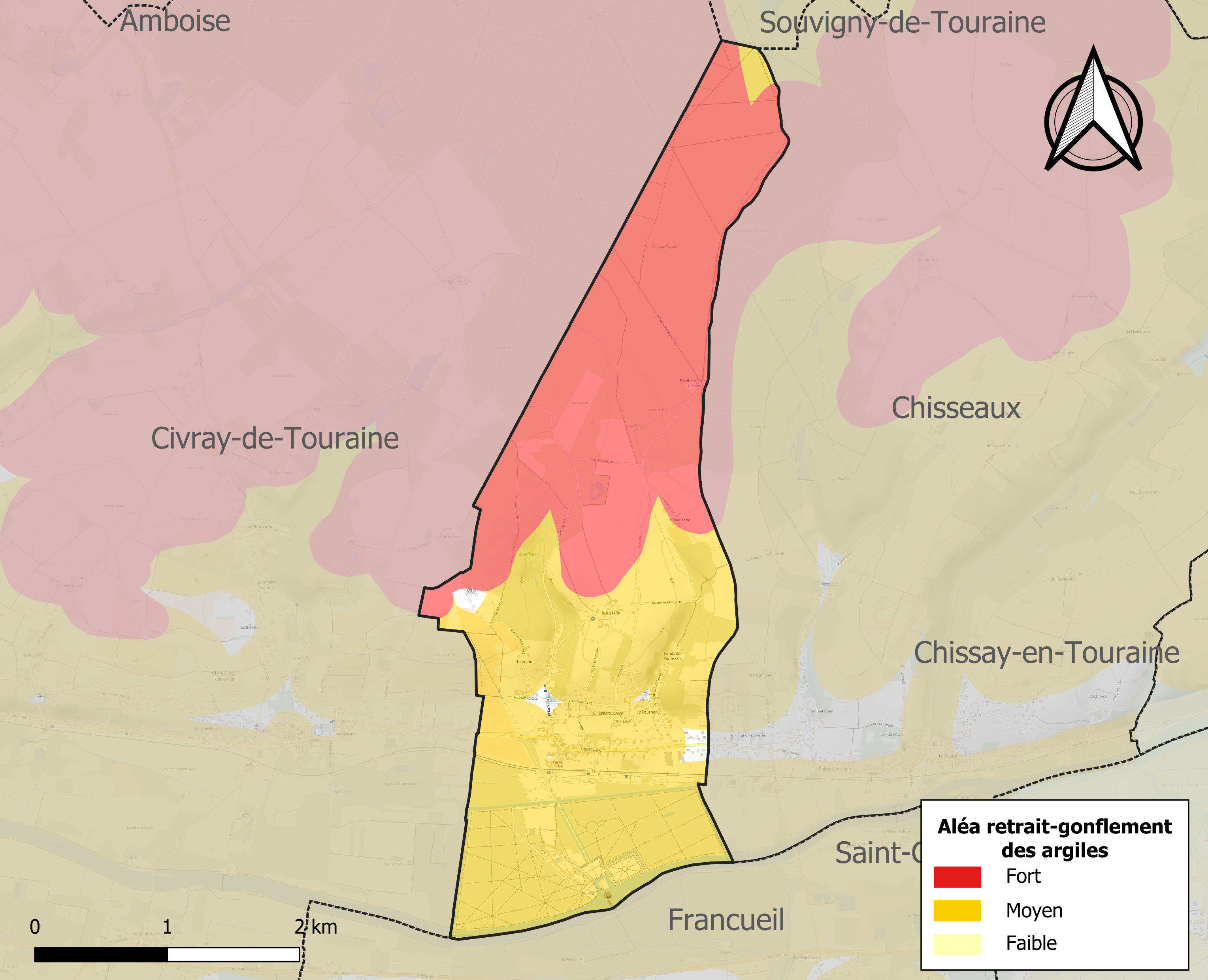
Carte des zones d'aléa retrait-gonflement des sols argileux de Chenonceaux.

Le retrait-gonflement des sols argileux est susceptible d'engendrer des dommages importants aux bâtiments en cas d’alternance de périodes de sécheresse et de pluie. 98,8 % de la superficie communale est en aléa moyen ou fort (90,2 % au niveau départemental et 48,5 % au niveau national). Sur les 239 bâtiments dénombrés sur la commune en 2019, 219 sont en aléa moyen ou fort, soit 92 %, à comparer aux 91 % au niveau départemental et 54 % au niveau national. Une cartographie de l'exposition du territoire national au retrait gonflement des sols argileux est disponible sur le site du BRGM,.
Concernant les mouvements de terrains, la commune a été reconnue en état de catastrophe naturelle au titre des dommages causés par des mouvements de terrain en 1999.

## Toponymie
Le nom de Chenonceaux provient du bas latin cella, signifiant « petite chambre », « logis étroit » ou « maisonnette », combiné avec Chenon, un prénom d'origine latine dérivé de Canonis, une variante de Canus. Ce nom a évolué en Chenon à travers un phénomène de chuintement, où le son initial 'c' devient 'ch'. Ainsi, Chenonceaux signifierait littéralement « la petite maison de Chenon ». Le -x final du nom est muet et a été ajouté de manière parasite, sans impact sur la prononciation.
Les formes anciennes du nom attestent de cette évolution linguistique :
- Tomas de Chemuncellum en 1096 (mentionné dans le cartulaire de Noyers, charte 242) ;
- Parrochia de Chenuncellis en 1105 (Archives du Cogner, H 197, cartulaire de l'abbaye de Villeloin) ;
- Parochia de Chenunceau en 1234 ;
- Chenuncellum et Chenunceau en 1243 ;
- Chanuncellum en 1248 (mentionné par Dom Housseau dans la Charte de Marmoutier) ;
- Chenonceaux est officiellement mentionné le 25 septembre 1515 dans les lettres patentes de l'archevêque de Tours ;
- Enfin, la forme Chenonceau est utilisée au XVIIIe siècle, comme l'indique la carte de Cassini.

## Politique et administration
| Période                                  | Période  | Identité           | Étiquette    | Qualité                                                                       |
| ---------------------------------------- | -------- | ------------------ | ------------ | ----------------------------------------------------------------------------- |
| 1803                                     | 1807     | Pierre Bretonneau  |              |                                                                               |
|                                          |          |                    |              |                                                                               |
| 1953                                     | 1959     | Marcel Bourbonnais | PCF          | Viticulteur, ancien résistant, ancien Président du Comité local de Libération |
| ?                                        | ?        | Jean Castagnou     | RPR puis CNI | Député de 1978 à 1981                                                         |
| mars 2001                                | 2014     | Michel Le Goff     |              |                                                                               |
| 2014                                     | mai 2020 | Maryse Couillard   | SE           | Fonctionnaire                                                                 |
| mai 2020                                 | En cours | Pierre Poupeau     |              | Fonctionnaire                                                                 |
| Les données manquantes sont à compléter. |          |                    |              |                                                                               |

## Population et société

### Démographie
L'évolution du nombre d'habitants est connue à travers les recensements de la population effectués dans la commune depuis 1793. Pour les communes de moins de 10 000 habitants, une enquête de recensement portant sur toute la population est réalisée tous les cinq ans, les populations de référence des années intermédiaires étant quant à elles estimées par interpolation ou extrapolation. Pour la commune, le premier recensement exhaustif entrant dans le cadre du nouveau dispositif a été réalisé en 2006.

En 2022, la commune comptait 334 habitants, en évolution de −3,75 % par rapport à 2016 (Indre-et-Loire : +1,67 %, France hors Mayotte : +2,11 %).
| 1793 | 1800 | 1806 | 1821 | 1831 | 1836 | 1841 | 1846 | 1851 |
| ---- | ---- | ---- | ---- | ---- | ---- | ---- | ---- | ---- |
| 308  | 366  | 327  | 363  | 313  | 320  | 333  | 328  | 356  |

| 1856 | 1861 | 1866 | 1872 | 1876 | 1881 | 1886 | 1891 | 1896 |
| ---- | ---- | ---- | ---- | ---- | ---- | ---- | ---- | ---- |
| 366  | 368  | 398  | 379  | 390  | 434  | 410  | 352  | 379  |

| 1901 | 1906 | 1911 | 1921 | 1926 | 1931 | 1936 | 1946 | 1954 |
| ---- | ---- | ---- | ---- | ---- | ---- | ---- | ---- | ---- |
| 326  | 323  | 308  | 356  | 328  | 296  | 302  | 292  | 321  |

| 1962 | 1968 | 1975 | 1982 | 1990 | 1999 | 2006 | 2011 | 2016 |
| ---- | ---- | ---- | ---- | ---- | ---- | ---- | ---- | ---- |
| 301  | 308  | 316  | 361  | 313  | 325  | 339  | 358  | 347  |

| 2021 | 2022 | - | - | - | - | - | - | - |
| ---- | ---- | - | - | - | - | - | - | - |
| 340  | 334  | - | - | - | - | - | - | - |

### Enseignement
Chenonceaux se situe dans l'Académie d'Orléans-Tours (Zone B) et dans la circonscription d'Amboise.
L'école élémentaire accueille les élèves de la commune.

## Culture locale et patrimoine

### Lieux et monuments

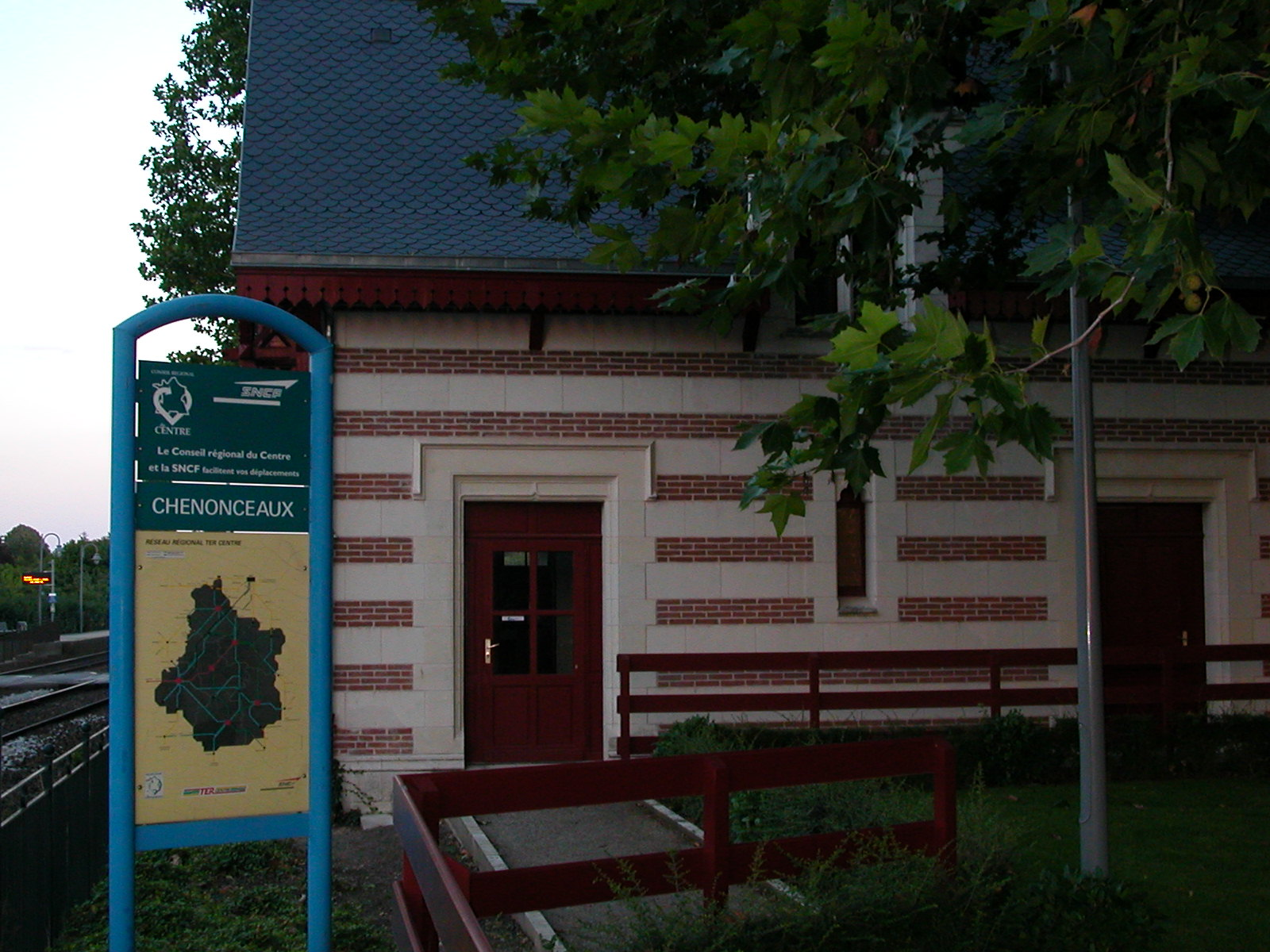
La gare de Chenonceaux
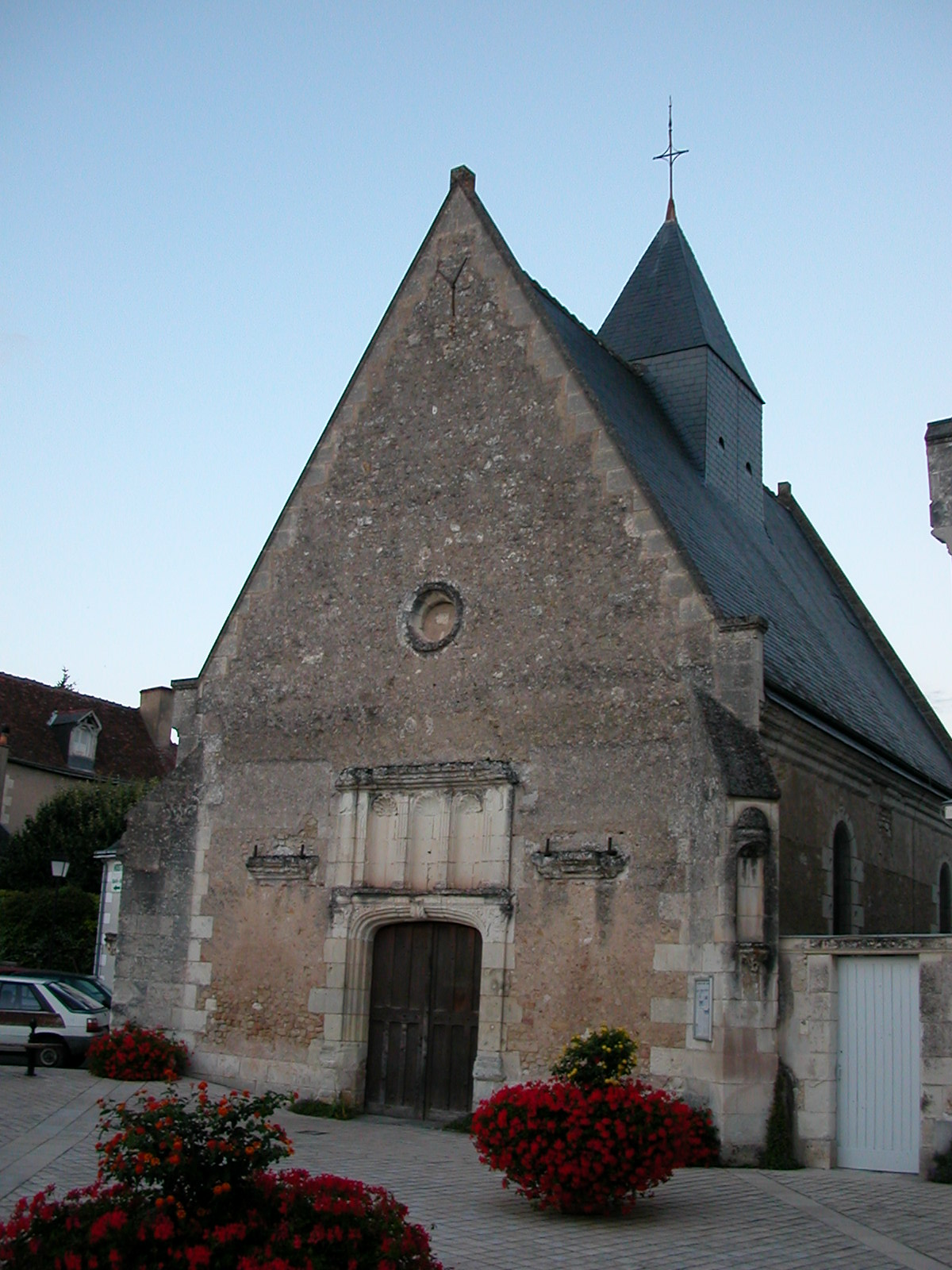
L'église Saint-Jean-Baptiste
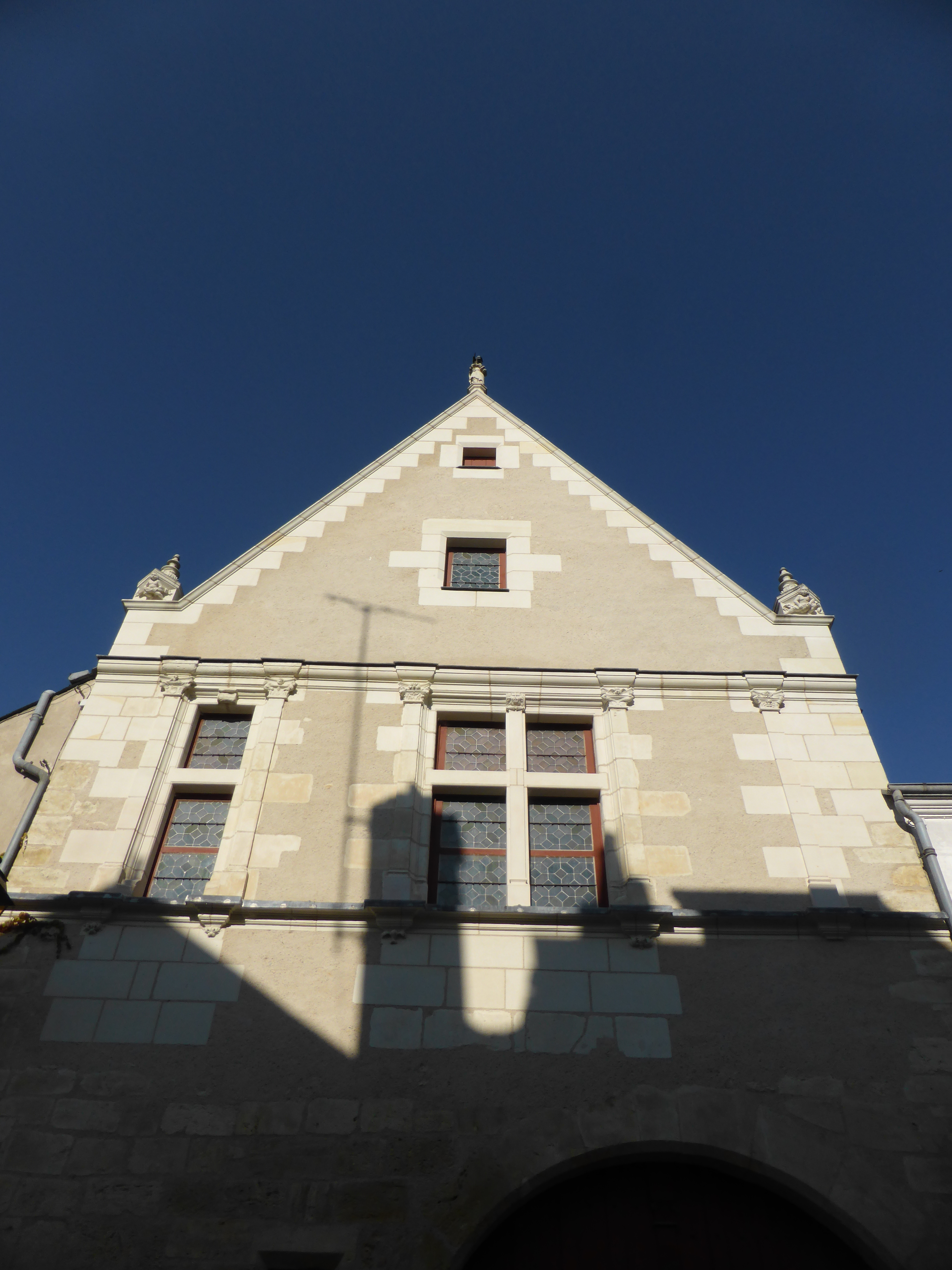
La maison des Pages

- Sur le territoire de la commune se trouve le château de Chenonceau. La différence d'orthographe s'expliquerait, selon des sources à confirmer, par une dame Dupin qui, étant propriétaire du château au moment de la Révolution française aurait voulu, par cette suppression du « x » final, marquer sa différence. Depuis lors, le château est majoritairement orthographié sans le « x » final, à la différence de la commune, qui porte invariablement cette lettre finale. Le château fait l'objet de deux protections au titre des monuments historiques, la première par la liste de 1840, la seconde par arrêté du 7 novembre 1962[31].
- L'église Saint-Jean-Baptiste, édifiée au XIIe siècle et remaniée au XVIe siècle a été inscrite a titre des monuments historiques par un arrêté du 6 mars 1947[32].
- La maison du garde-barrière, à côté de la gare, a été édifiée en 1877 avec des ouvertures qui rappellent les fenêtres gothiques du château voisin. Elle a été inscrite au titre des monuments historiques en 1984[33].
- La maison des Pages, édifiée au XVIe siècle a été inscrite à l'inventaire supplémentaire des monuments historiques par un arrêté du 12 juin 1926[34].

### Personnalités liées à la commune
Le médecin Pierre Bretonneau fut maire de Chenonceaux de 1803 à 1807.

### Héraldique
| Blason de Chenonceaux | Les armes de Chenonceaux se blasonnent ainsi : d'or, au lion d'azur, au chef de gueules. |